# Данила Филиппович
Дани́ла Фили́ппович (неизвестно; XVII век — ?1 января 1700) — русский религиозный деятель, легендарный основатель секты хлыстов; по преданию — земное воплощение Бога Саваофа. Был заточён в темницу Богоявленского монастыря, после чего вернулся в Кострому.

## Биографические сведения
Благодаря публикациям П. И. Мельникова-Печерского, распространились следующие сведения о Даниле Филипповиче, часть из которых не подтверждается документально. Считается, что он был крестьянином Юрьевского уезда, бежал от военной службы и поселился в Муромском уезде Владимирской губернии. Согласно хлыстовскому преданию, здесь, на горе Городине, на него сошёл и в него воплотился сам Господь Саваоф. После этого события Данила Филиппов поселился в Костроме и начал проповедовать новое учение. Он отрицал необходимость священных книг и учил, что для спасения души нужна только одна «книга» — Святой Дух. Рассказывают, что в подтверждение своего учения он собрал все священные книги в один мешок, нагрузил его камнями и бросил в Волгу. Своим последователям он завещал не касаться книжных писаний и верить только Святому Духу, сходящему на верующих во время молитвенных радений. Он оставил своим ученикам 12 новых заповедей, служащих хлыстам вместо Евангелия. Хлысты почитают Данилу Филиппова как своего основателя и величают «превышним богом», «верховным гостем» и «богатым гостем». Считается, что учеником и преемником Данилы Филиппова был Иван Тимофеевич Суслов, которому Данила Филиппов «дал божество» и сделал его «христом». По тому же преданию, Данила Филиппов скончался (вознёсся на небо) 1 января 1700 года на сотом году жизни.
Согласно тому же Мельникову-Печерскому («На горах», ч .3, гл .9): «Деревня Старово на левой стороне Волги, верстах в пятнадцати от неё и верстах в двадцати от Костромы, в приходе села Криушева. На погосте Криушево и схоронен Данило Филиппыч». Незадолго до пятидесятых годов XIX в. столетия умерла последняя в роде Данилы Филипповича Устинья Васильевна.

## Упоминания в следственных делах
12 заповедей Данилы Филипповича были выявлены только в 1830-е гг. в ходе очередного следственного дела против хлыстов. Сомнительно, что их придумал сам Данила Филиппович, тем более, в более ранних делах подобные поучения не упоминаются. Тем не менее по следственным делам 1740-х гг. известны духовные стихи с упоминанием имени Данилы Филипповича. Например, как минимум в одной московской общине хлыстов пелись следующие строки: «Гость дорогой, батюшка родной Данила Филиппович». Также в 1747 году Следственной комиссией о хлыстах была допрошена крестьянка деревни Старой Костромского уезда Анна Степанова, про которую ходила молва, будто она является внучкой Данилы Филипповича.

## 12 заповедей, приписываемые Данилу Филипповичу
Заповеди, приписываемые Даниле Филипповичу, звучат следующим образом:
- Аз есмь бог, пророками предсказанный, сошел на землю для спасения душ человеческих. Несть другого бога, кроме меня.
- Нет другого учения. Не ищите его.
- На чем поставлены, на том и стойте.
- Храните божьи заповеди и будете вселенныя ловцы.
- Хмельного не пейте, плотского греха не творите.
- Не женитесь, а кто женат, живи с женою как с сестрой. Неженимые не женитесь, женимые разженитесь.
- Скверных слов и сквернословия не говорите.
- На свадьбы и крестины не ходите, на хмельных беседах не бывайте.
- Не воруйте. Кто единую копейку украдет, тому копейку положат на том свете на темя, и когда от адского огня она растопится, тогда только тот человек прощение примет.
- Сии заповеди содержите в тайне, ни отцу, ни матери не объявляйте, кнутом будут бить и огнём жечь — терпите. Кто вытерпит, тот будет верный, получит царство небесное, а на земле духовную радость.
- Друг к другу ходите, хлеб-соль водите, любовь творите, заповеди мои храните, бога молите.
- Святому духу верьте.